# Sanda (Hyōgo)
Sanda (三田市 Sanda-shi?) es una ciudad localizada en la prefectura de Hyōgo, Japón. En junio de 2019 tenía una población estimada de 111.078 habitantes y una densidad de población de 528 personas por km². Su área total es de 210,32 km².

## Geografía

### Localidades circundantes
- Prefectura de Hyōgo
  - Kōbe
  - Takarazuka
  - Miki
  - Katō
  - Tanbasasayama
  - Inagawa

## Demografía
Según datos del censo japonés, la población de Sanda ha aumentado en los últimos años.
| Año del censo | Población |
| ------------- | --------- |
| 1995          | 96.279    |
| 2000          | 111.737   |
| 2005          | 113.572   |
| 2010          | 114.216   |
| 2015          | 112.691   |